# Rupert Hollaus

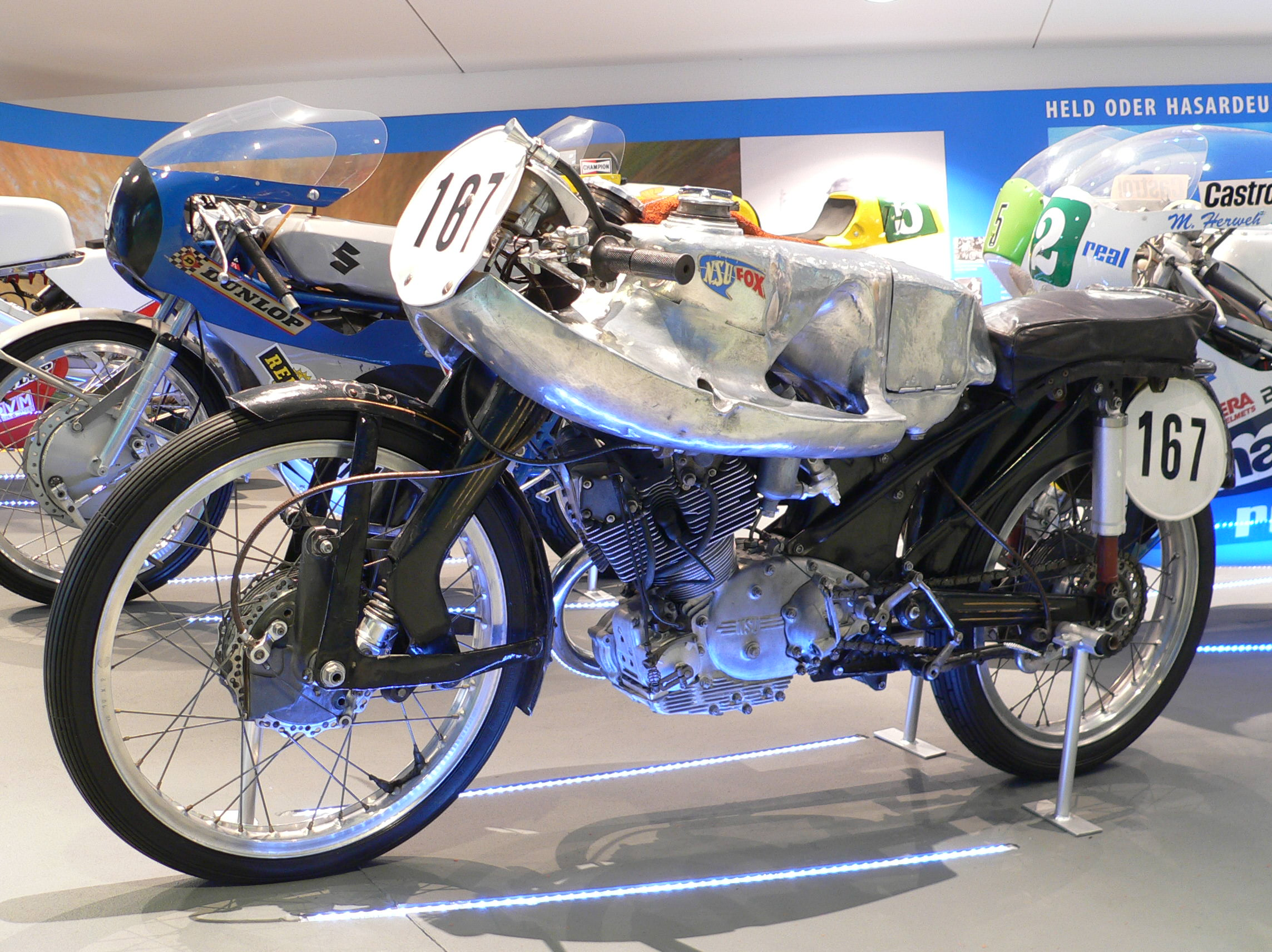
125cc-NSU Rennfox uit 1953

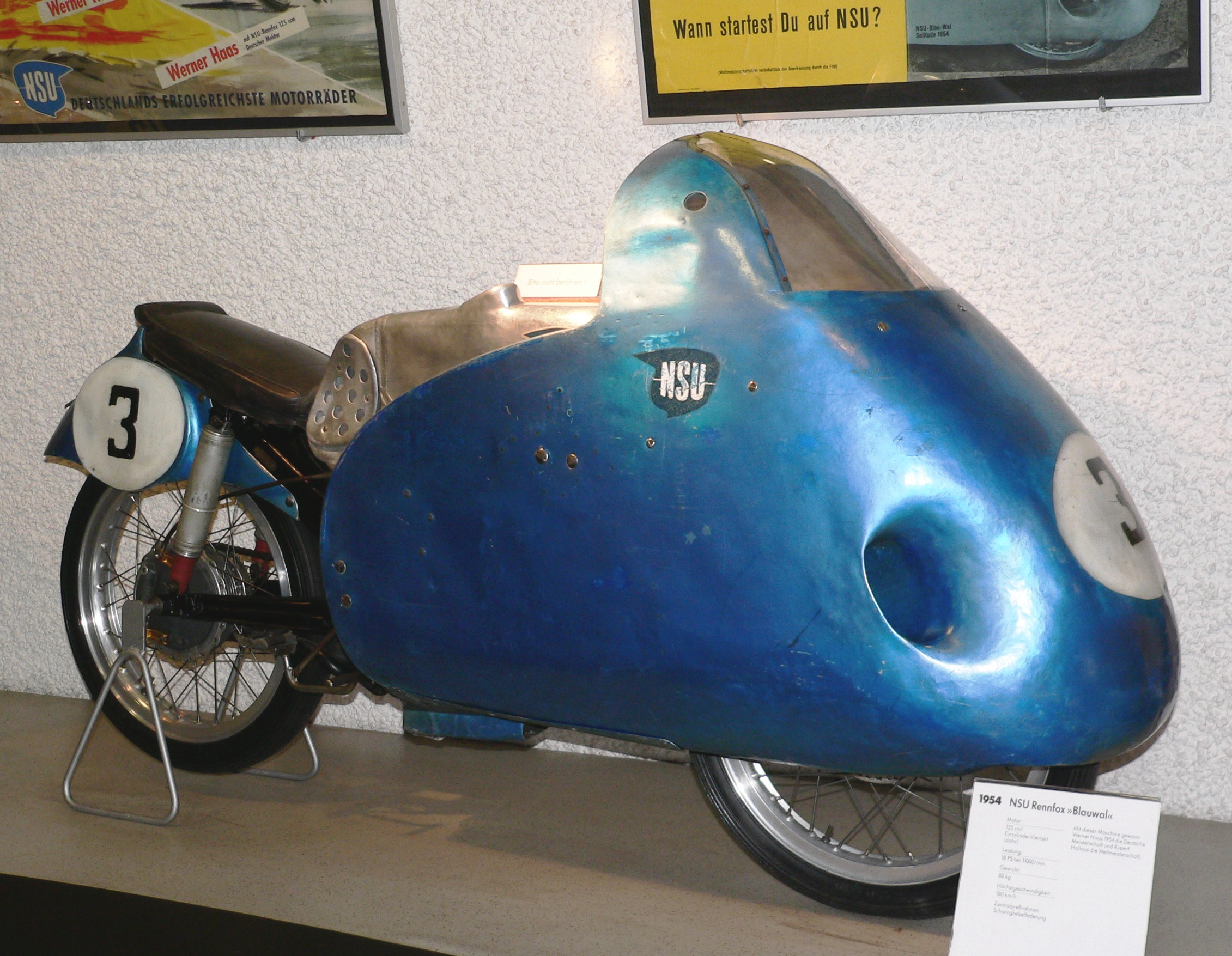
125cc-NSU-Rennfox "Blauwal" van het seizoen 1954

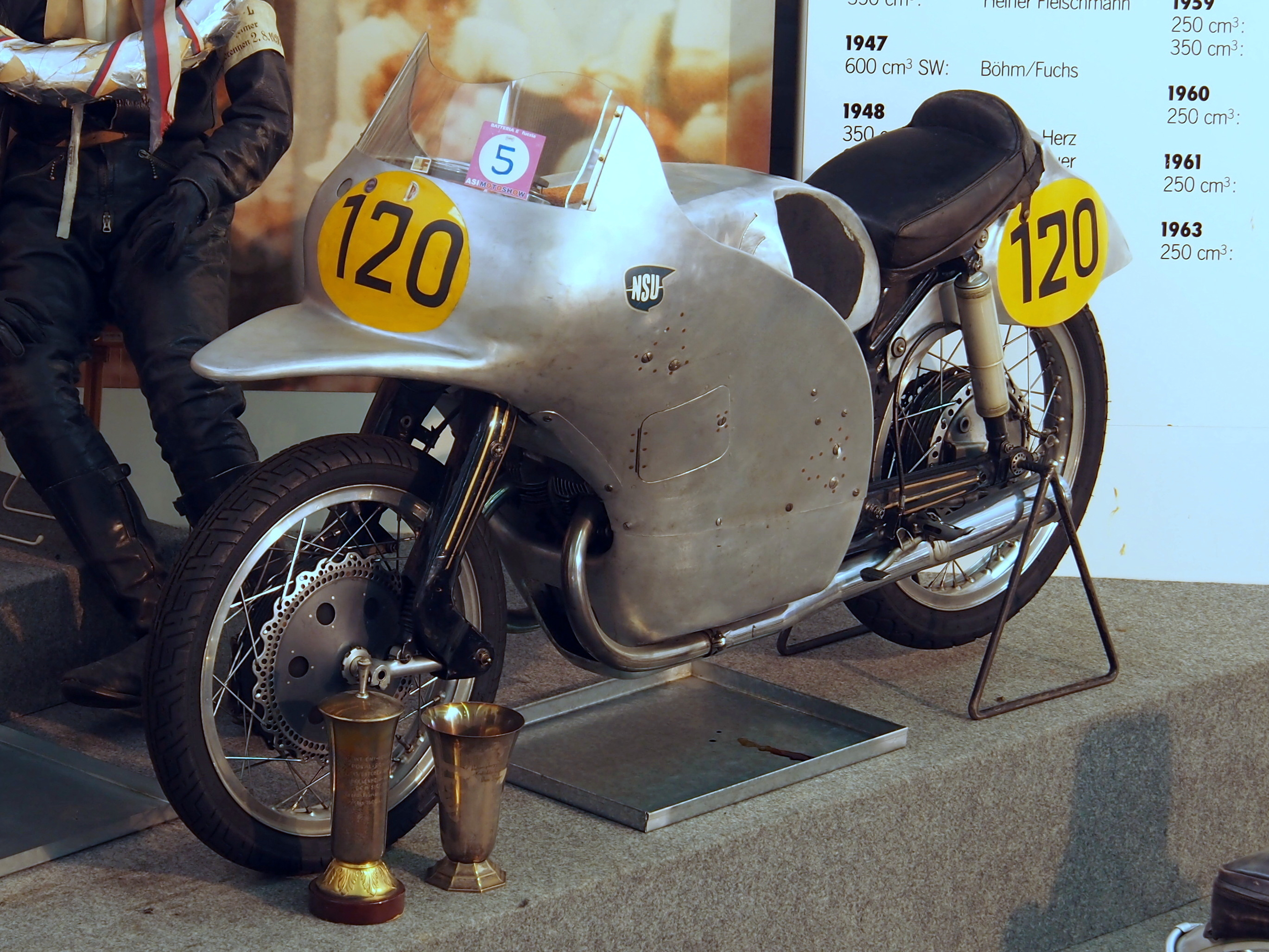
250cc-NSU Rennmax uit 1954

Rupert Hollaus (Traisen, 4 september 1931 - Monza, 11 september 1954) was een Oostenrijks motorcoureur. Hij werd in het seizoen 1954 postuum wereldkampioen in de 125cc-klasse. Hij was de eerste Oostenrijkse wereldkampioen. 

## Carrière
Rupert Hollaus kwam al jong in aanraking met motorfietsen in de werkplaats van zijn vader. Hij zag zijn eerste motorraces op de drafrenbaan in het nabije Sankt Pölten. Daar woonde ook de coureur Alex Mayer, die kort na de oorlog al in het bezit was gekomen van een voormalige fabrieksracer van Moto Guzzi, een 20pk-sterke Moto Guzzi Albatros. In 1950 kreeg de 19-jarige Hollaus de beschikking over deze machine. Hij nam in dat jaar al deel aan de Grote Prijs van Oostenrijk (toen nog geen WK-evenement) op het stratencircuit van Salzburg-Liefering. Hij racete daarna ook in Korneuburg, Stockerau en Gmünd, met ondersteuning van zijn vader en van Alex Mayer, die hem ook naar zijn eerste buitenlandse wedstrijden begeleidde. Hollaus reed toen voornamelijk 125cc-races, maar soms ook met een 350cc-Norton 40M Manx.

### 1953
In het seizoen 1953 debuteerde Hollaus in het wereldkampioenschap wegrace. Met succes, met zijn oude Moto Guzzi werd hij zesde in de 250cc-race van de Duitse Grand Prix. Daarmee scoorde hij meteen zijn eerste WK-punt. In de 350cc-race van de Zwitserse Grand Prix eindigde hij met zijn Norton als achtste. Zijn Moto Guzzi nam hij ook mee naar de afsluitende Grand Prix, de Grand Prix van Spanje. Hij finishte als zevende, maar het NSU-team had zijn talent opgemerkt. NSU-rijder Werner Haas was toen al zeker van de 125cc-wereldtitel en had dus geen steun nodig, maar desondanks kreeg Rupert Hollaus bij die gelegenheid de beschikking over een fabrieks-NSU Rennfox. Hij finishte als derde achter de MV Agusta-rijders Angelo Copeta en Cecil Sandford. Hij sloot dit seizoen af als negende in de 125cc-klasse en als vijftiende in de 250cc-klasse. 

### 1954, postuum wereldkampioen
In het seizoen 1954 werd Hollaus fabrieksrijder voor NSU. Hij kwam in een sterk team met Werner Haas, Herman Paul ("Happi") Müller en Hans Baltisberger. Het team kwam uit in de 125cc-klasse met de NSU Rennfox en in de 250cc-klasse met de NSU Rennmax. De grootste tegenstand werd verwacht van de Moto Guzzi Bialbero 250 met o.a. Arthur Wheeler en Romolo Ferri en van de MV Agusta 125 Bialbero met voormalig wereldkampioen Carlo Ubbiali. De 250cc-race van de Franse Grand Prix werd een makkelijke prooi voor NSU: Haas won voor Müller, Hollaus en Baltisberger. De snelste Moto Guzzi (van Tommy Wood) werd op twee ronden gereden. Haas won ook de 250cc-Lightweight TT op het eiland Man, op de 60km-lange Snaefell Mountain Course. Hollaus finishte als tweede voor de Ier Reg Armstrong, die voor deze gelegenheid een Rennmax had gekregen. De 125cc-Ultra-Lightweight TT werd op de nieuwe Clypse Course verreden. Die was "slechts" 17,6 km lang en daardoor beter te leren door de coureurs. Hollaus won met de snelste ronde na een hevig gevecht met Carlo Ubbiali (MV Agusta) en diens teamgenoot Cecil Sandford. In de 250cc-Ulster Grand Prix viel Hollaus uit, terwijl Haas ook deze race won voor Baltisberger en Müller. Hollaus won wel de 125cc-race voor zijn teamgenoten Müller, Baltisberger en Haas. Haas won de 250cc-race tijdens de TT van Assen. Omdat slechts vier van de zeven races telden, kon hij de resterende drie wegstrepen en was hij al zeker van de wereldtitel. Hollaus won zijn derde 125cc-race, maar in die klasse was het seizoen pas op de helft. Theoretisch kon Happi Müller nog op gelijke hoogte komen. Tijdens de GP van Duitsland won Hollaus de 125cc-race. Daarmee was hij wereldkampioen 125 cc. Hij won ook de 250cc-race van de Zwitserse Grand Prix, waar de 125cc-klasse niet reed. Hij was nu ook zeker van de tweede plaats in het 250cc-kampioenschap.

## Overlijden

Kaart van het circuit van Monza, met linksboven de Lesmo-bocht

Tijdens de trainingen van de Grand Prix des Nations op Autodromo Nazionale Monza kwam Hollaus met de NSU Rennmax ten val in de Lesmo-bocht. Hij liep daarbij een schedelbasisfractuur op. Ondanks een onmiddelijke operatie en bloedtransfusie overleed hij in het ziekenhuis. Zijn leven eindigde nagenoeg hetzelfde als Formule 1 coureur Jochen Rindt zestien jaar later. Rindt was toen ook al zeker van zijn wereldtitel. De dood van Hollaus had grote gevolgen voor de motorsport: de vraag rees of de veiligheid wel gediend was met de druppelstroomlijn, die de snelheid verhoogde maar ook het sturen en remmen bemoeilijkte. Enkele jaren later werd ze verboden. NSU, in 1953 én 1954 dubbelkampioen in de 125- en de 250cc-klasse stapte onmiddellijk uit de racerij. De NSU Rennfox en de NSU Rennmax verdwenen van de circuits. Er werd nog wel geracet met de NSU Sportmax, maar die was buiten de fabriek ontwikkeld en gebouwd door Karl Kleinbach.

## Wereldkampioenschap wegrace resultaten
(Races in cursief geven de snelste ronde aan, punten (tussen haakjes) zijn inclusief streepresultaten)
| Jaar | Klasse | Team  | Motorfiets          | 1      | 2      | 3       | 4      | 5      | 6      | 7      | 8       | 9       | Punten  | Plaats | Wereldkampioen                                 |
| ---- | ------ | ----- | ------------------- | ------ | ------ | ------- | ------ | ------ | ------ | ------ | ------- | ------- | ------- | ------ | ---------------------------------------------- |
| 1953 | 125 cc | NSU   | Rennfox             | IOM -  | NED -  |         | DUI -  |        | ULS -  | ZWI -  | NAT -   | SPA 3e  | 4       | 9e     | Werner Haas, NSU Rennfox                       |
| 1953 | 250 cc | Privé | Moto Guzzi Albatros | IOM -  | NED -  |         | DUI 6e |        | ULS -  | ZWI -  | NAT -   | SPA 7e  | 1       | 15e    | Werner Haas, NSU Rennmax                       |
| 1953 | 350 cc | Privé | Norton 40M Manx     | IOM -  | NED -  | BEL -   | DUI -  | FRA -  | ULS -  | ZWI 8e | NAT -   |         | 0       | -      | Fergus Anderson, Moto Guzzi Monocilindrica 350 |
| 1954 | 125 cc | NSU   | Rennfox             |        | IOM 1e | ULS 1e  |        | NED 1e | DUI 1e |        | NAT DNS | SPA DNS | 32      | 1e (†) | Rupert Hollaus (†), NSU Rennfox                |
| 1954 | 250 cc | NSU   | Rennmax             | FRA 3e | IOM 2e | ULS DNF |        | NED 1e | DUI 2e | ZWI 1e | NAT DNS |         | 26 (30) | 2e (†) | Werner Haas, NSU Rennmax                       |